# Panegyrtes scutellatus
Panegyrtes scutellatus là một loài bọ cánh cứng trong họ Cerambycidae.. Được mô tả bởi Galileo và Martins vào năm 1995. Thường được tìm thấy ở Brazil.